# シールドケーブル

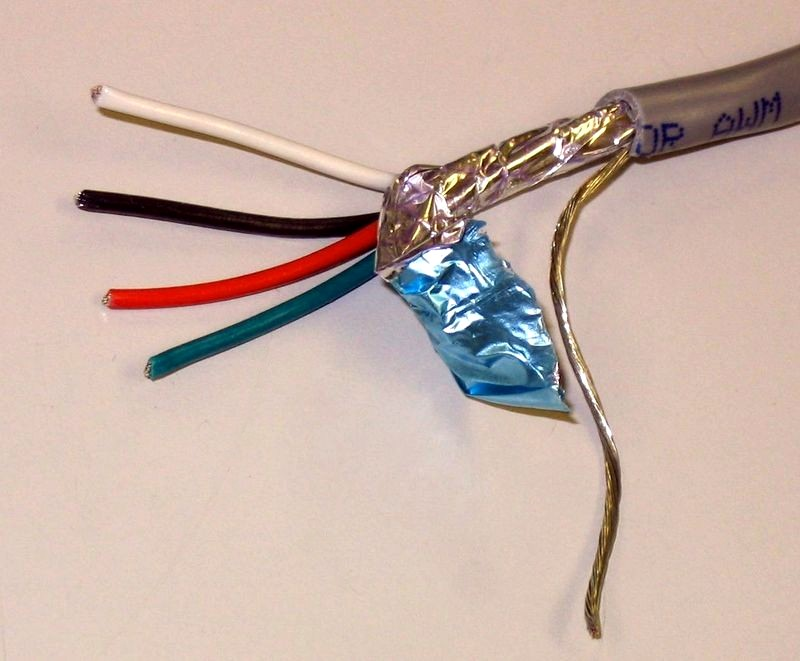
金属箔シールドとドレインワイヤーを備えた4芯シールドケーブル

同軸ケーブル

シールドケーブルは単数あるいは複数の絶縁された導体を共通導電層（シールド）によって囲んだ電気ケーブルである。シールドは、 銅あるいはアルミニウムなどの金属の編組ストランド、銅テープの編組されていないスパイラル巻線、または導電性ポリマーの層で構成される。通常、このシールドはジャケットで覆われている。
シールドはファラデーケージとして機能し、電気的ノイズの信号への影響を軽減し、他のデバイスに干渉する可能性のある電磁放射を低減する（電磁干渉を参照）。シールドは、他の電源からの容量結合ノイズを最小限に抑える。シールドを有効にするには、接地する必要がある。シールドは、ケーブルのスプライスを含め、効果を最大化するために電気的に連続でなければならない。
シールドされた信号ケーブルでは、シールドは信号のリターンパスとして機能する場合と、スクリーニングのみとして機能する場合がある。
固体絶縁を備えた高電圧電源ケーブルは、ケーブル絶縁、人および機器を保護するためにシールドされている。
同軸ケーブルは、シールドされた伝送ラインの一種である。

## シールドケーブルのタイプ
市販されているシールドケーブルには多くの種類があり、使用方法はアプリケーションによって異なる。
- 組み合わせシールド
- フォイルシールド
- 金属編組シールド
- スパイラルシールド
- サーブシールド
- テープシールド

## 信号ケーブル
シールド付きケーブルを電気的雑音から遮蔽して配線する最良の方法は、ケーブルの両端でシールドを接地することである。伝統的に、 接地ループを回避するためにシールドを一端だけで接地するという経験則が存在した。最良の方法は両端で接地することであるが、接地ループの可能性がある。飛行機では、特別なケーブルを使用して、雷から保護するための外部シールドと、400 Hz電源システムからハムを除去するために一端で接地された内部シールドの両方を使用する。

### 用途
セキュリティシステムでシールドケーブルを使用すると、電源周波数と無線周波数の干渉からある程度の保護が提供され、生成される誤警報の数が減少する。ベストプラクティスは、データケーブルまたは信号ケーブルを、並列の「重い」電源回路から少なくとも3インチ (75 mm) 離して物理的に離しておくことである。
PAおよびレコーディングスタジオのセットアップに使用されるマイクまたは「信号」ケーブルは、通常、シールドされたツイストペアケーブルであり、 XLRコネクタで終端される 。ツイストペア部分で、平衡接続の音響信号を伝送する。
ステージからミキサーまでのケーブルは、多くの場合、数対の導体を運ぶマルチコアケーブルである。
家電では、1つの中心導体からなる銅のシールド線を不平衡接続で使用する。（同軸ケーブル）

## 電源ケーブル
2000ボルトを超える回路の中高圧ケーブルには、通常、銅またはアルミニウムのテープまたは導電性ポリマーのシールド層がある。シールドされていない絶縁ケーブルがアースまたは接地された物体に接触すると、導体の周囲の静電界が接触点に集中し、 コロナ放電が発生し、最終的に絶縁が破壊される。 絶縁体を通る漏れ電流と容量性電流は、感電の危険をもたらす。接地されたシールドは、導体周囲の電気的ストレスを均等化し、漏れ電流を接地に流す。特に地面に対して2キロボルト以上のケーブルでは、ストレスリリーフコーンをシールドの端に適用する必要がある。
電源ケーブルのシールドは、誘導電流がシールドに流れてもショックを防ぐために、各シールドの端とスプライスでアースに接続して冗長性を持たせることができる。この電流は損失と発熱を引き起こし、回路の最大電流定格を低下させる。テストでは、絶縁されたワイヤーに隣接する裸の接地導体があると、故障電流がより早くアースに流れることが示されている。大電流回路では、シールドは一方の端でのみ接続される場合がある。非常に長い高電圧回路では、回路障害時に長いシールドの実行が危険な電圧に上昇する可能性があるため、シールドはいくつかのセクションに分割される場合がある。シールドの一方の端のみを接地すると、感電の危険性がある。最大推奨シールド電位上昇は25ボルトである。IEEE 422および525には、単一点接地アプリケーションのシールド電位を25ボルトに制限するケーブル長がリストされている。
| サイズ導体 | ダクトごとに1本のケーブル (ft) | ダクトあたり3本のケーブル (ft) |
| ---------- | ------------------------------ | ------------------------------ |
| 1/0 AWG    | 1250                           | 4500                           |
| 2/0 AWG    | 1110                           | 3970                           |
| 4/0 AWG    | 865                            | 3000                           |
| 250 kcmil  | 815                            | 2730                           |
| 350 kcmil  | 710                            | 2260                           |
| 400 kcmil  | 655                            | 2100                           |
| 500 kcmil  | 580                            | 1870                           |
| 750 kcmil  | 510                            | 1500                           |
| 1000 kcmil | 450                            | -                              |
| 2000 kcmil | 340                            | -                              |